# 轉導

轉導作用示意圖

轉導（英語：Transduction）是指因病毒（即噬菌體）入侵而將一個細菌的DNA片段轉置到另一細菌中的過程，亦可指透過病毒載體把外來DNA帶入到細菌中的過程。「轉導作用」與攝取外源遺傳物質改變染色體的「轉化作用」、以及兩個細菌碰觸後交換遺傳物質的「接合作用」，是目前已知3種細菌交換基因的方式。